# Jozef Nuttin
Jozef M. Nuttin (Brugge, 16 mei 1933 – Leuven, 18 maart 2014) was een Belgisch sociaal psycholoog.

## Biografie
Jozef Nuttin studeerde psychologie aan de Katholieke Universiteit Leuven, waar hij in 1957 doctoreerde op een proefschrift over de beeldvorming van de Walen bij de Vlaamse studenten. Zijn promotor was zijn heeroom Joseph Nuttin. In de tijd dat ze samen actief waren aan de Faculteit voor Psychologie en Pedagogische Wetenschappen was het onderscheid Joseph (sr.) en Jef (jr.).
Vanaf 1959 begon hijzelf les te geven aan de universiteit, eerst aan de universiteit Lovanium in het toenmalige Kongo, daarna in Leuven, waar hij (sociale) psychologie doceerde, niet alleen aan psychologiestudenten, maar ook aan studenten uit de biomedische richtingen, sociale wetenschappen, economie. Intussen voltooide hij in 1961 nog een postdoctorale studie aan de Universiteit van Michigan.
Hij stichtte in 1963 het Laboratorium voor Experimentele Sociale Psychologie aan de Katholieke Universiteit Leuven en leidde het tot 1998, waarna Eddy Van Avermaet de leiding overnam. Het was voor zijn tijd een modern uitgerust laboratorium, waar proefpersoon individueel of in groep konden gevolgd worden en geïnstrueerd worden. Het wetenschappelijk werk van dit laboratorium kreeg zijn weerslag in zijn lessen, maar ook in talrijke tijdschriftartikels.
Hij deed er onder meer onderzoek naar de cognitieve-dissonantie-theorie (hij haalde Leon Festinger een semester naar Leuven als gastprofessor), attributie van bedoelingen of eigenschappen aan medemensen in allerlei (conflict)situaties, beslissingsstrategieën, affectieve voorkeuren, (pseudo)altruïsme e.d.
De meeste (ca. 100) licentiaatsverhandelingen en de 12 doctoraten waarvoor hij promotor was, weerspiegelden het werk in dit laboratorium. Het door hem ontdekte naamlettereffect is tegenwoordig de meest gebruikte impliciete meting van zelfwaardering en zijn visie op het ontstaan van sommige gevallen van agressie, namelijk om machtsherstel te bewerkstelligen, krijgt veel bijval.
In 1965 was hij medeoprichter van de European Association of Experimental Social Psychology, waar hij later voorzitter van werd. In die hoedanigheid organiseerde hij enkele congressen te Leuven, waar hij (nog voor de val van de Berlijnse Muur) psychologen uit Oost- en West-Europa samenbracht. Ook organiseerde hij enkele seminars met betrekking tot sociale en transnationale psychologie, onder meer in samenwerking met Jos M.F. Jaspars (Universiteit Leiden), Harold H. Kelley (U.C. Los Angeles), Robert Zajonc (Ann Arbor, Michigan), Harold Gerard (U.C. Riverside), Philip Zimbardo (Stanford-universiteit), Jaap Rabbie (Rijksuniversiteit Utrecht) en Ragnar Rommetveit (Oslo).

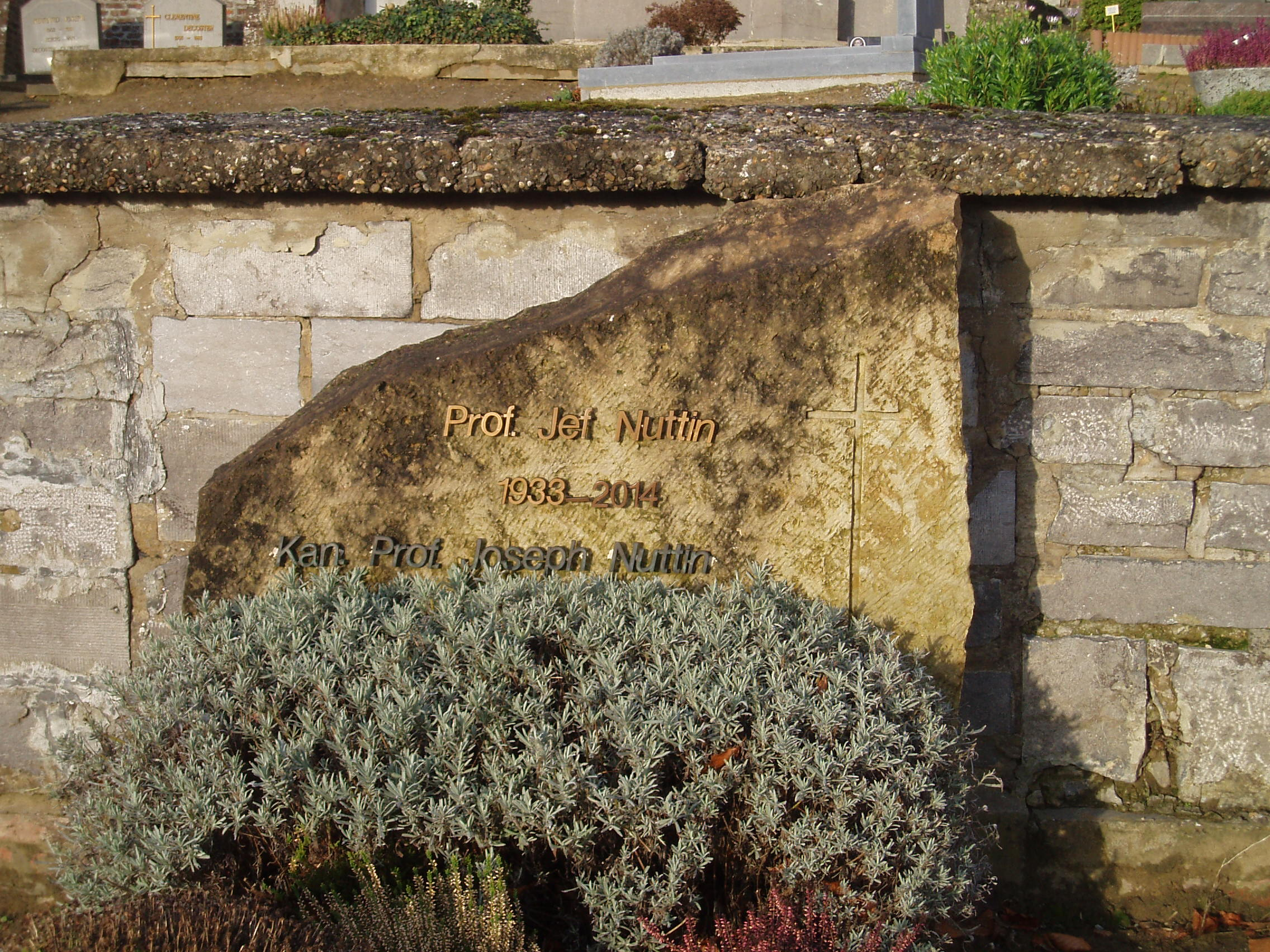
Graf van Jozef Nuttin

Hij werd begin jaren zeventig uitgenodigd als gasthoogleraar aan het Dartmouth College en later ook aan de Rijksuniversiteit Utrecht en aan de Sorbonne. Gastspreker voor lezingen was hij onder meer aan de universiteiten van Michigan, Stanford, Princeton, Harvard, Yale, Swarthmore, U.C. Los Angeles, Santa Barbara, Wisconsin, Delaware, Massachusetts, Amsterdam, Leiden, Bristol, Genève, Oslo, Mannheim en Parijs, evenals in Mexico en Australië.
Tegen het einde van zijn academische carrière bekleedde hij ook verschillende bestuursfuncties op niveau van faculteit en universiteit.
Jozef (Jef) Nuttin overleed op 18 maart 2014 en werd begraven op het kerkhof van de Abdij van Park te Heverlee.

## Publicaties
- In 1971 was hij medeoprichter van het European Journal of Social Psychology. Hij werd ook lid van de redactieraad van onder meer The British Journal of Social Psychology, The European Review of Social Psychology, en het Amerikaanse Journal of Basic and Applied Psychology.
- Daarnaast publiceerde hij talrijke artikels, onder meer in het International Journal of Psychology, Journal of Experimental Social Psychology en het Journal of Personality and Social Psychology.
- In heel wat overzichtswerken over psychologie van zijn tijd verzorgde hij het hoofdstuk sociale psychologie, zowel in het Nederlands als in het Duits, Engels, Frans en Pools.
- Een synthese van zijn werk is een poging tot het uitschrijven van een omvattende theorie over sociaal menselijk gedrag. Een werk wat hij na zijn emeritaat voltooide: Sociale beïnvloeding: Toetsbaar leren denken over gedrag, 438 p., Universitaire Pers Leuven (derde druk 2004).
- The illusion of attitude change Monografie uit 1975, Academic Press (derde druk in 1987, eveneens vertaald in het Pools, 1982).
- Het Instituut voor Psychologie  en Opvoedkunde aan de universiteit te Leuven, 1952.
- Psychoanalyse en spiritualistische opvatting van de mens, 1957.
- De verstandelijke begaafdheid van de jeugd in de verschillende sociale klassen en woonplaatsen, 1965.